# Parque dos Tropeiros
Parque dos Tropeiros é um parque público da cidade de Curitiba, capital do Paraná e fica localizado no bairro da Cidade Industrial de Curitiba, possuindo uma área verde, além de cancha de rodeio, camping, palco, churrasqueiras, passeio de cavalo e um bosque de mata nativa.

## Histórico
Criado em 1994, possui área de 173.474 metros quadrados e homenageia a memória dos condutores de gado que contribuíram para o crescimento do sul do Brasil, principalmente nos séculos XVIII e XIX.